# Jüdische Schule Freudental

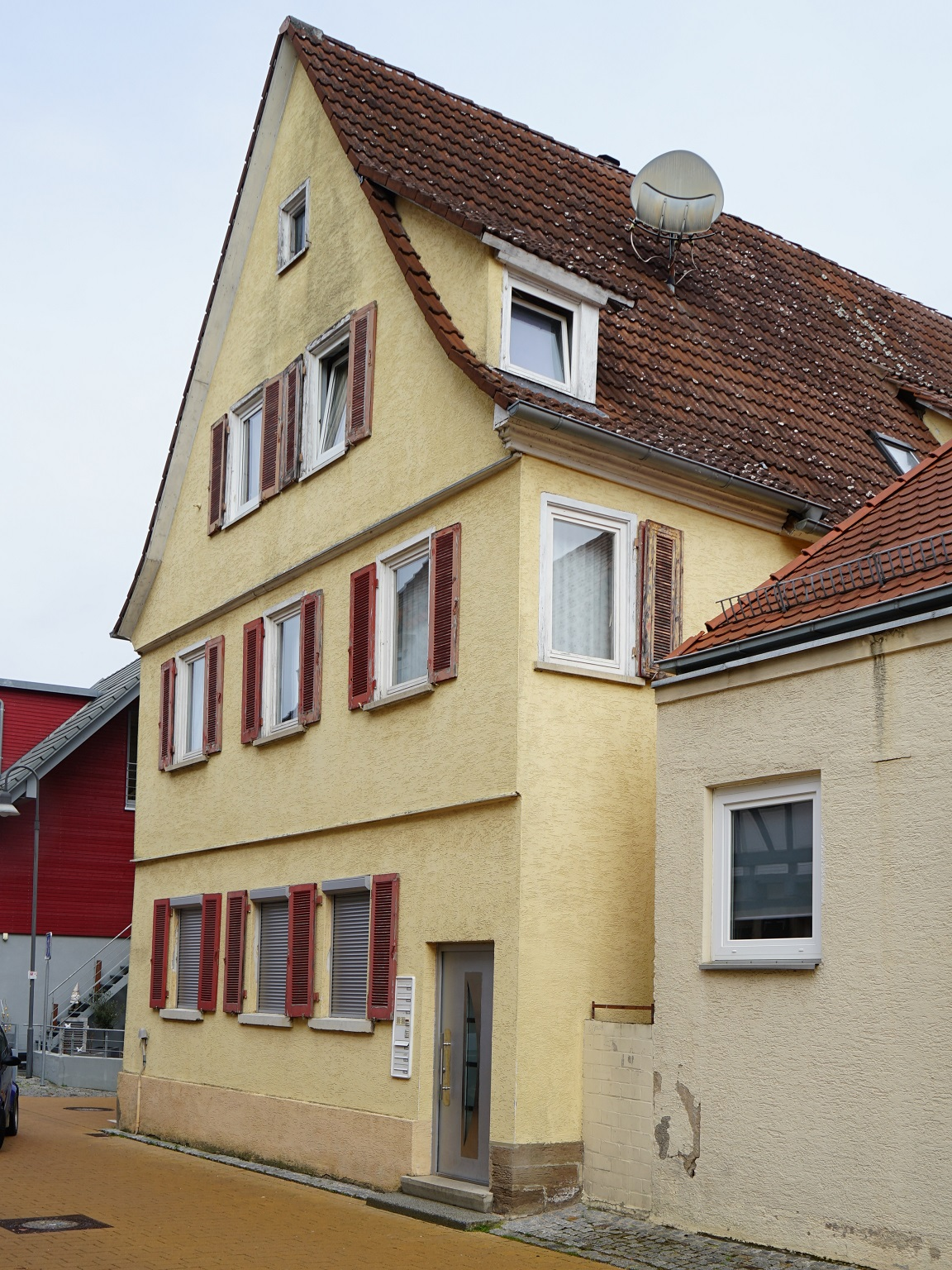
Ehemaliges Israelitisches Schulhaus in Freudental

Die jüdische Schule in Freudental wurde 1862 in einem eigenen Schulhaus untergebracht. Zuvor wurde der jüdisch-konfessionelle Schulunterricht ab 1816 in gemieteten Räumen abgehalten.

## Geschichte
Jüdische Kinder erfuhren bereits einige Jahre vor 1816 Unterricht. Dieser wurde von bezahlten Privatlehrern in gemieteten Räumen abgehalten.
Mädchen und Jungen ab 4 Jahren wurde das Alphabet beigebracht sowie Buchstabieren, die hebräische Sprache, jüdische Gebetstraditionen und die Übersetzung der Heiligen Schrift ins Deutsche. Diese Schullaufbahn endete für Mädchen mit 9 Jahren und für Jungen mit 13 Jahren. Um erweiterte Deutschkenntnisse zu erwerben, wurden die Kinder zu einem dafür bezahlten christlichen Schulmeister gebracht.
Ab dem Jahr 1816 wurde aufgrund der Zunahme jüdischer Kinder in Freudental ein Zimmer im Haus des Sohnes des Rabbiners für den Schulunterricht eingerichtet. Neben einem jüdischen Lehrer wurde ebenfalls eine christliche Lehrkraft für die Vermittlung erweiterter Deutschkenntnisse bezahlt. Der Lehrer Luig folgte nach dem Provisor Möhrle aus Baiersbronn und wurde mit der Bildungsaufgabe betraut. Er unterrichtete parallel zum jüdischen Lehrer Baruch Elsässer. Schnell wurde jedoch Kritik seitens der Eltern an Luig aufgrund seines Hangs zur gewaltsamen Kinderzucht laut, worauf er 1824 schließlich entlassen wurde. Am 16. August 1825 wurde Jakob Andreas Samet aus Großbottwar als neuer christlicher Provisor eingestellt.
1825 wurde gemäß der allgemeinen Neuverordnung in Baden-Württemberg die Schulpflicht für jüdische Kinder ab dem 6. bis zum 14. Lebensjahr eingeführt. Neben der Einführung eines Sonntagsunterrichts und einer Mädchen-Industrieschule war ein weiteres Klassenzimmer vorgesehen. Im Zuge des Volksschulgesetzes von 1836 wurde es Gemeinden ermöglicht, konfessionelle Schulen auf Kosten der politischen Gemeinde zu eröffnen, sofern mehr als 60 Familien dieser Konfession ansässig waren. Dadurch wurde es der jüdischen Freudentaler Gemeinschaft ermöglicht, eine jüdisch-konfessionelle Schule auf Kosten der politischen Gemeinde zu eröffnen.
Ab dem Jahr 1835 wurde in der jüdischen Freudentaler Schule bereits Hebräisch unterrichtet. Dieser Unterricht verlor allerdings durch Diskrepanzen mit dem Lehrplan an Bedeutung, weshalb der Hebräisch-Unterricht nur noch am Nachmittag abgehalten wurde. Sowohl Schönschrift als auch der Hebräisch-Unterricht durfte später nur noch in den unteren Klassenstufen abgehalten werden. Ab dem Ersten Weltkrieg lernten jüdische Kinder mit Christen in der Dorfschule, nur für den Religionsunterricht wird im Rabbinatsgebäude Hebräischunterricht gegeben.
Die dem Nationalsozialismus verpflichteten Lehrer der allgemeinen Schulen waren jüdischen Kindern prinzipiell nicht wohlgesonnen, deshalb richten die Freudentaler jüdischen Familien ab dem 1. April 1935 wieder eine eigene kleine jüdische Schule mit wahrscheinlich elf Kindern ein. Aber jüdische Schulen sind seit 1933 keine öffentliche Schulen mehr und mussten daher privat geführt und selbst bezahlt werden. Es war ein kompletter Neuanfang. Es gab kaum noch Lehrmittel und Schulbücher, deshalb mussten neue Lernmittel angeschafft werden. Die Schule war besonders ausgelegt auf Auswanderung, daher wurde Englisch unterrichtet und für die Auswanderung geeignete Berufe ausgebildet, besonders landwirtschaftlich und handwerklich.

## Simon Meisner
Simon Meisner, geboren in Snjatyn am Pruth 17. November 1912 und gestorben am 19. Mai 1994 in Antwerpen, war ein Lehrer, Vorsänger und Rabbinatsverweser in Freudental. Als Kind floh er aus Polen nach Stuttgart und erhielt nach dem Ersten Weltkrieg die polnische Staatsangehörigkeit. Er war der letzte jüdische Lehrer in Freudental. Simon Meisner unterrichtete reformpädagogisch, was konkretes Erleben lassen z. B. Sederabend proben und Gespräche, Fragen und Antworten üben hervorhebt. Er nutzte beispielsweise Schallplatten, um den hebräischen Unterricht zu modernisieren.
1932 schließt er sein Lehramtsstudium ab. Daraufhin beginnt das Lehren in Freudental 1933. Obwohl er auf Ablehnung stieß, aufgrund seiner polnischen Staatsbürgerschaft, unterrichtete weiter. Er brachte seinen Schülern spezifisch Englisch bei, als Vorbereitung für die Flucht vor dem Nationalsozialismus. Ab 1935 wird der Unterricht von jüdischen Schülern nicht mehr in der öffentlichen Schule im Freudentaler Rathaus abgehalten, sondern im Rabbinatsgebäude, da die Freudentaler Schule nun im nationalsozialistischen Gedankengut „arisch“ wurde. Meisner appellierte an die Freudentaler Juden, zu fliehen und organisierte für viele jüdische Kinder die Flucht ins Ausland. Er organisierte unter anderem Schmuggler für 500 Reichsmark für die Freudentaler Juden nach Belgien.
Am 4. Februar 1939 floh Meisner auch selbst nach Belgien. Ursprünglich wollte er nach Lateinamerika, steckte jedoch in Brüssel fest. Einen Monat später galt er als staatenloser Refugierter. Nach dem Krieg kam er noch einmal nach Freudental zu Besuch und wurde nach seinem Tod als Gerechter geehrt, als „Zaddik“.